# أندرياس أوتل
أندرياس أوتل (بالألمانية: Andreas Ottl) (مواليد 1 مارس 1985 في ميونخ - ألمانيا الغربية) لاعب كرة قدم ألماني، يلعب في مركز الوسط المدافع . لعب لصالح أريعة أندية في الدوري الألماني (البوندسليغا) وبدأ مسيرته في نادي بايرن ميونخ، بعد أن تنقل خلال الاندية الألمانية اسقر في نادي أوجسبورج حتى نهاية عقده عام 2014م الذي لم يجدده لاحقاً.

## روابط خارجية
- أندرياس أوتل على موقع الاتحاد الدولي (مؤرشف)  (الإنجليزية)
- أندرياس أوتل على موقع الاتحاد الأوربي (الإنجليزية)
- أندرياس أوتل على موقع قاعدة بيانات كرة القدم.إي يو (الإنجليزية)
- أندرياس أوتل على موقع بيانات كرة القدم. دي إي (الألمانية)
- أندرياس أوتل على موقع Soccerway.com (الإنجليزية)
- أندرياس أوتل على موقع عالم كرة القدم.نت (الإنجليزية)
- أندرياس أوتل على موقع كووورة
- أندرياس أوتل على موقع AS.com (الإسبانية)